# Somkiat Chantra
Somkiat Chantra (en tailandés: สมเกียรติ จันทรา) (15 de diciembre de 1998) es un piloto de motociclismo tailandés que compite en el Campeonato del Mundo de Motociclismo en la categoría reina de MotoGP para el LCR Honda IDEMITSU. Es el primer piloto tailandés que compite en la máxima categoría de motociclismo.
Fue campeón de la Asia Talent Cup en 2016 y obtuvo dos victorias y seis podios en la categoría de Moto2, donde resultó sexto en 2023.

## Biografía

### Inicios
Chantra, que participó en las clasificaciones de la Shell Advance Asia Talent Cup, ganó fama al convertirse en campeón en 2016. Compitió en el FIM CEV International Championship Moto3 de 2017. Se clasificó en Pole Position en la apertura de la temporada, pero se cayó en carrera. Terminaría 20.º en la general, con 26 puntos. En 2018 compitió en el Campeonato del Mundo Junior FIM CEV Moto3 de 2018. Durante esta temporada finalizó constantemente en los puntos, pero no pudo sumar un podio, su mejor resultado fue un cuarto lugar en Francia. Terminó el año noveno en la clasificación, con 61 puntos.

### Campeonato del Mundo de Moto3
Chantra participó como wild card en su debut en el Campeonato Mundial de Motociclismo en Moto3, siendo este en el Gran Premio de Tailandia de 2018, su GP de casa. Aprovechó su oportunidad, cruzando la línea en el noveno lugar, anotó siete puntos y se ganó un contrato a tiempo completo para la próxima temporada en Moto2.

### Campeonato del Mundo de Moto2
En 2019, en el Idemitsu Honda Asia Team recientemente creado específicamente para dar una oportunidad a los pilotos asiáticos en Moto2 y Moto3, Chantra se desempeñó bien como novato, anotando 23 puntos en la temporada, mientras que sus compañeros de equipo no anotaron puntos.
Corriendo a tiempo completo para Idemitsu Honda Asia Team nuevamente en 2020, Chantra luchó por mejorar lo hecho en la temporada pasada, anotando puntos en solo dos carreras, terminando la temporada con 10 puntos.
En 2021, Chantra anotó 37 puntos a lo largo del año, su mejor resultado fue un quinto puesto en Austria, donde su compañero de equipo el novato Ai Ogura quedó en segundo lugar, sumando un récord de puntos para el equipo en la temporada.
Gana su primer Gran Premio en 2022 en Mandalika, Indonesia, convirtiéndose así en el primer piloto tailandés en ganar una carrera en la historia del campeonato mundial. El 1 de octubre de 2022 consigue su primera pole position en el Gran Premio de Tailandia.
En 2023 continua pilotando para el IDEMITSU Honda Team Asia. En el Gran Premio de Japón de 2023 hace la pole position y gana la carrera. Terminó la temporada 6.º con 173.5 puntos.
2024 fue su último año en el IDEMITSU Honda Team Asia. El 29 de agosto de 2024 se anunció su participación en el mundial de MotoGP para la temporada 2025 con el equipo Honda-LCR.  En el Gran Premio de Indonesia de 2024 sufrió un accidente cuando Fermín Aldeguer le adelantaba y le pisó accidentalmente con su rueda el pie derecho. Debido a este incidente no pudo correr las dos carreras siguientes. Chantra anotó 104 puntos y terminó la temporada en 12.º lugar.

## Resultados

### Asia Talent Cup

#### Carreras por temporada
(Carreras en negrita indica pole position, carreras en cursiva indica vuelta rápida)
| Temp. | Moto  | 1     | 2      | 3       | 3       | 4        | 4       | 5   | 6       | 6      | Pos. | Pts. |
| ----- | ----- | ----- | ------ | ------- | ------- | -------- | ------- | --- | ------- | ------ | ---- | ---- |
| 2014  | Honda | QAT 6 | IDN 22 | CHN1 18 | CHN2 15 | MAL1 Ret | MAL2 11 | JPN | MYS1 10 | MYS2 4 | 11.º | 48   |

| Temp. | Moto  | 1      | 2        | 3      | 4      | 5      | 6      | 7      | 8      | 9      | 10     | 11       | 12     | Pos. | Pts. |
| ----- | ----- | ------ | -------- | ------ | ------ | ------ | ------ | ------ | ------ | ------ | ------ | -------- | ------ | ---- | ---- |
| 2015  | Honda | THA1 1 | THA2 Ret | QAT1 2 | QAT2 3 | MAL1   | MAL2   | CHN1   | CHN2   | JPN1   | JPN2   | SEP1     | SEP2   | 12.º | 61   |
| 2016  | Honda | THA1 4 | THA2 1   | QAT1 6 | QAT2 2 | MAL1 4 | MAL2 1 | CHN1 3 | CHN2 8 | JPN1 6 | JPN2 4 | SEP1 Ret | SEP2 1 | 1.º  | 178  |

### FIM CEV Moto3 International Championship

#### Carreras por temporada
(Carreras en negrita indica pole position, carreras en cursiva indica vuelta rápida)
| Temp. | 1       | 2      | 3      | 4     | 5       | 6       | 7       | 8       | 9        | 10     | 11      | 12      | Pos. | Pts. |
| ----- | ------- | ------ | ------ | ----- | ------- | ------- | ------- | ------- | -------- | ------ | ------- | ------- | ---- | ---- |
| 2017  | ALB Ret | LMS 8  | CAT1   | CAT2  | VAL1    | VAL2    | EST     | JER1 13 | JER1 7   | ARA 17 | VAL1 16 | VAL2 10 | 20.º | 26   |
| 2018  | EST 9   | VAL1 6 | VAL2 5 | FRA 4 | CAT1 12 | CAT2 14 | ARA Ret | JER1 12 | JER2 Ret | ALB 6  | VAL1    | VAL2    | 9.º  | 61   |

### Campeonato del Mundo de Motociclismo
Sistema de puntuación de 1993 hasta 2022:
| Posición | 1.º | 2.º | 3.º | 4.º | 5.º | 6.º | 7.º | 8.º | 9.º | 10.º | 11.º | 12.º | 13.º | 14.º | 15.º |
| Puntos   | 25  | 20  | 16  | 13  | 11  | 10  | 9   | 8   | 7   | 6    | 5    | 4    | 3    | 2    | 1    |

Sistema de puntuación desde 2023 en adelante:
| Posición       | 1.º | 2.º | 3.º | 4.º | 5.º | 6.º | 7.º | 8.º | 9.º | 10.º | 11.º | 12.º | 13.º | 14.º | 15.º |
| Puntos         | 25  | 20  | 16  | 13  | 11  | 10  | 9   | 8   | 7   | 6    | 5    | 4    | 3    | 2    | 1    |
| Carrera sprint | 12  | 9   | 7   | 6   | 5   | 4   | 3   | 2   | 1   |      |      |      |      |      |      |

#### Por categoría
| Cat.  | Temp.         | 1.er Gran Premio | 1.er Podio     | 1.ª Victoria   | Carreras | Victorias | Podios | Poles | V.Ráp. | Pts.  | CM |
| ----- | ------------- | ---------------- | -------------- | -------------- | -------- | --------- | ------ | ----- | ------ | ----- | -- |
| Moto3 | 2018          | Tailandia 2018   |                |                | 1        | 0         | 0      | 0     | 0      | 7     | 0  |
| Moto2 | 2019–presente | Catar 2019       | Indonesia 2022 | Indonesia 2022 | 106      | 2         | 6      | 2     | 3      | 475.5 | 0  |
| Total | 2018–presente | 2018–presente    | 2018–presente  | 2018–presente  | 107      | 2         | 6      | 2     | 3      | 482.5 | 0  |

#### Por temporada
| Temp. | Cat.   | Moto  | Equipo                   | Carreras | Victorias | Podios | Poles | V.Rap. | Pts.  | Pos. |
| ----- | ------ | ----- | ------------------------ | -------- | --------- | ------ | ----- | ------ | ----- | ---- |
| 2018  | Moto3  | Honda | AP Honda Racing Thailand | 1        | 0         | 0      | 0     | 0      | 7     | 33.º |
| 2019  | Moto2  | Kalex | Idemitsu Honda Team Asia | 16       | 0         | 0      | 0     | 0      | 23    | 21.º |
| 2020  | Moto2  | Kalex | Idemitsu Honda Team Asia | 15       | 0         | 0      | 0     | 0      | 10    | 25.º |
| 2021  | Moto2  | Kalex | Idemitsu Honda Team Asia | 18       | 0         | 0      | 0     | 1      | 37    | 18.º |
| 2022  | Moto2  | Kalex | Idemitsu Honda Team Asia | 19       | 1         | 4      | 1     | 1      | 128   | 10.º |
| 2023  | Moto2  | Kalex | Idemitsu Honda Team Asia | 20       | 1         | 2      | 1     | 1      | 173.5 | 6.º  |
| 2024  | Moto2  | Kalex | Idemitsu Honda Team Asia | 18       | 0         | 0      | 0     | 0      | 104   | 12.º |
| 2025  | MotoGP | Honda | LCR Honda IDEMITSU       |          |           |        |       |        | *     | *.°  |
| Total | Total  | Total | Total                    | 107      | 2         | 6      | 2     | 3      | 482.5 |      |

- * Temporada en curso.

#### Carreras por año
| Año  | Cat.   | Moto  | 1        | 2        | 3        | 4        | 5         | 6       | 7        | 8        | 9        | 10       | 11      | 12      | 13      | 14      | 15      | 16      | 17      | 18      | 19      | 20      | 21  | 22  | Pos. | Pts.  |
| ---- | ------ | ----- | -------- | -------- | -------- | -------- | --------- | ------- | -------- | -------- | -------- | -------- | ------- | ------- | ------- | ------- | ------- | ------- | ------- | ------- | ------- | ------- | --- | --- | ---- | ----- |
| 2018 | Moto3  | Honda | QAT      | ARG      | AME      | SPA      | FRA       | ITA     | CAT      | NED      | GER      | CZE      | AUT     | GBR     | RSM     | ARA     | THA 9   | JPN     | AUS     | MAL     | VAL     |         |     |     | 33.º | 7     |
| 2019 | Moto2  | Kalex | QAT Ret  | ARG 10   | AME 20   | SPA 17   | FRA Ret   | ITA     | CAT 17   | NED DNS  | GER      | CZE 15   | AUT 12  | GBR 16  | RSM 14  | ARA 16  | THA 9   | JPN 13  | AUS Ret | MAL Ret | VAL 23  |         |     |     | 21.º | 23    |
| 2020 | Moto2  | Kalex | QAT 25   | SPA Ret  | AND Ret  | CZE 23   | AUT 13    | EST Ret | RSM 18   | ERM 21   | CAT Ret  | FRA 9    | ARA 23  | TER 19  | EUR Ret | VAL 18  | POR 18  |         |         |         |         |         |     |     | 25.º | 10    |
| 2021 | Moto2  | Kalex | QAT Ret  | DOH 19   | POR 21   | SPA Ret  | FRA 12    | ITA 18  | CAT 9    | GER 18   | NED 11   | EST 8    | AUT 5   | GBR 17  | ARA Ret | RSM Ret | AME 14  | ERM Ret | ALR DSQ | VAL 19  |         |         |     |     | 18.º | 37    |
| 2022 | Moto2  | Kalex | QAT DNS  | INA 1    | ARG 2    | AME Ret  | POR Ret   | SPA Ret | FRA 3    | ITA Ret  | CAT 12   | GER 15   | NED 13  | GBR 13  | AUT 2   | RSM 8   | ARA 7   | JPN 5   | THA Ret | AUS 8   | MAL Ret | VAL Ret |     |     | 10.º | 128   |
| 2023 | Moto2  | Kalex | POR 9    | ARG 8    | AME 11   | SPA 7    | FRA 6     | ITA 9   | GER 4    | NED Ret  | GBR 9    | AUT 5    | CAT 14  | RSM 6   | IND Ret | JPN 1   | INA 7   | AUS 7   | THA 3   | MAL 6   | QAT 7   | VAL 5   |     |     | 6.º  | 173.5 |
| 2024 | Moto2  | Kalex | QAT 11   | POR 10   | AME 21   | SPA 10   | FRA 5     | CAT Ret | ITA 9    | NED 5    | GER 6    | GBR Ret  | AUT 8   | ARA 6   | RSM 14  | ERM 14  | INA Ret | JPN INJ | AUS INJ | THA 4   | MAL 9   | SLD 10  |     |     | 12.º | 104   |
| 2025 | MotoGP | Honda | THA 1819 | ARG 1817 | AME 1619 | QAT 1820 | SPA Ret20 | FRA INJ | GBR 1921 | ARA 1619 | ITA 1819 | NED 1519 | GER INJ | CZE INJ | AUT INJ | HUN     | CAT     | RSM     | JPN     | INA     | AUS     | MAL     | POR | VAL | 26.º | 1     |

| Color     | Resultado                                                               |
| --------- | ----------------------------------------------------------------------- |
| Oro       | Ganador                                                                 |
| Plata     | 2.ª plaza                                                               |
| Bronce    | 3.ª plaza                                                               |
| Verde     | Finalizó en los puntos                                                  |
| Azul      | Finalizó sin puntos                                                     |
| Azul      | NC - No clasificado                                                     |
| Violeta   | Ret - No terminó (Carrera)                                              |
| Rojo      | DNQ - No se clasificó                                                   |
| Negro     | DSQ - Descalificado                                                     |
| Blanco    | DNS - No empezó (carrera)                                               |
| Blanco    | WD - Retirado (fin de semana)                                           |
| Blanco    | C - Carrera cancelada                                                   |
| Sin color | DNP - Inscrito pero no participó                                        |
| Sin color | INJ - Lesionado                                                         |
| Sin color | EX - Excluido                                                           |
| Estado    | Resultado                                                               |
| Negrita   | Pole position                                                           |
| Cursiva   | Vuelta rápida                                                           |
| x         | Posición en carrera sprint                                              |
| †         | Abandona, pero clasifica al completar el porcentaje requerido para ello |